# Красный Клин (Большесолдатский район)
Красный Клин — деревня в Большесолдатском районе Курской области. Входит в Большесолдатский сельсовет.

## География
Деревня находится в бассейне реки Суджа, в 64 километрах к юго-западу от Курска, в 8 км к западу от районного центра и центра сельсовета — села Большое Солдатское.
Улицы
В деревне 2 улицы: Мира (27 домов) и Хуторская (16 домов).
Климат
Деревня, как и весь район, расположена в поясе умеренно континентального климата с тёплым летом и относительно тёплой зимой.

## Население
| 2002 | 2010 |
| ---- | ---- |
| 92   | ↘63  |

## Транспорт
Красный Клин находится в 6,5 км от автодороги регионального значения 38К-004 (Дьяконово — Суджа — граница с Украиной), в 1,5 км от автодороги межмуниципального значения 38Н-027 (Большое Солдатское – 38К-004 – Ржава), в 12,5 км от ближайшего ж/д остановочного пункта Анастасьевка (линия Льгов I — Подкосылев).